# Amalebra
Amalebra – wieś w Anglii, w Kornwalii. Leży 6 km na północ od miasta Penzance i 407 km na zachód od Londynu.